# Jan Nepomucen Chrzan
Jan Nepomucen Chrzan (ur. 25 kwietnia 1885 w Gostyczynie, zm. 1 lipca 1942 w Dachau) – polski duchowny katolicki, błogosławiony Kościoła katolickiego.

## Życiorys
Pochodził z rodziny wielodzietnej, miał sześcioro rodzeństwa. Maturę zdał w roku 1906 w Królewskim Gimnazjum w Ostrowie. Studiował w seminariach w Poznaniu i Gnieźnie. Święcenia kapłańskie otrzymał 30 stycznia 1910. Przed II wojną światową udzielał się społecznie. W latach 1910–1914 wikariusz i administrator w Czerminie, 1915-1917 wikariusz Kcyni, pracował także w Bieganowie, a w Żerkowie, gdzie był proboszczem, przewodniczył Radzie Nadzorczej Banku Ludowego.

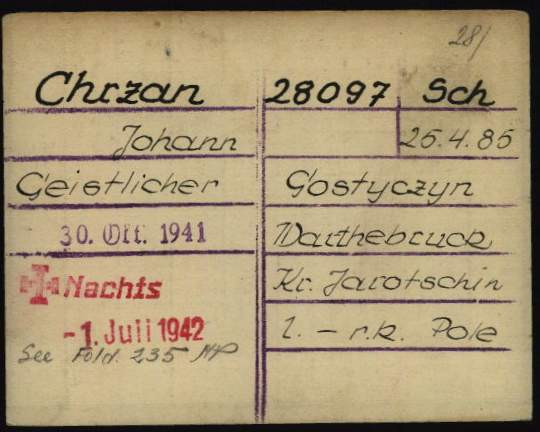
Karta rejestracyjna Jana Nepomucena Chrzana jako więźnia w nazistowskim obozie koncentracyjnym w Dachau

Aresztowany w październiku 1941 roku, przetrzymywany był najpierw w Forcie VII, a następnie przewieziony został do niemieckiego  obozu koncentracyjnego Dachau, gdzie zarejestrowano go jako numer 28097. Zmarł z wycieńczenia, a jego ciało zostało spalone.
Beatyfikowany został przez papieża Jana Pawła II w Warszawie 13 czerwca 1999 roku w grupie 108 błogosławionych męczenników.
Uhonorowany został m.in. portretem w galerii wykładowców i absolwentów w I Liceum Ogólnokształcącym im. Kompałły i Lipskiego (d. Gimnazjum Męskie), a w 2002 roku poświęcony został mu witraż w kościele w Kcyni.